# Orodontida
Gli orodontidi (Orodontida) sono un piccolo gruppo di pesci cartilaginei forse affini agli squali, che vissero tra il Devoniano superiore e il Permiano inferiore (355 - 280 milioni di anni fa). I loro resti sono stati rinvenuti in Europa e in Nordamerica.

## Descrizione
Questi pesci erano dotati di un corpo lungo e relativamente snello, dalla forma piuttosto simile a quello di un'anguilla; lungo il dorso era presente una sorta di regione gibbosa. Una delle caratteristiche più notevoli degli orodonti era data dalle pinne: a parte la pinna caudale, grande e falciforme, le altre pinne (due pettorali, due pelviche e una dorsale molto arretrata) erano eccezionalmente piccole in relazione alle dimensioni corporee.
I denti degli orodonti, noti in gran numero nei depositi del Carbonifero, erano piuttosto diversi da quelli della maggior parte degli "squali" del Paleozoico: erano larghi e percorsi da bande, ed erano sprovvisti di cuspidi acuminate. Questo tipo di dentatura fa supporre che questi squali si cibassero di molluschi dal guscio duro, che venivano catturati lungo il fondale.

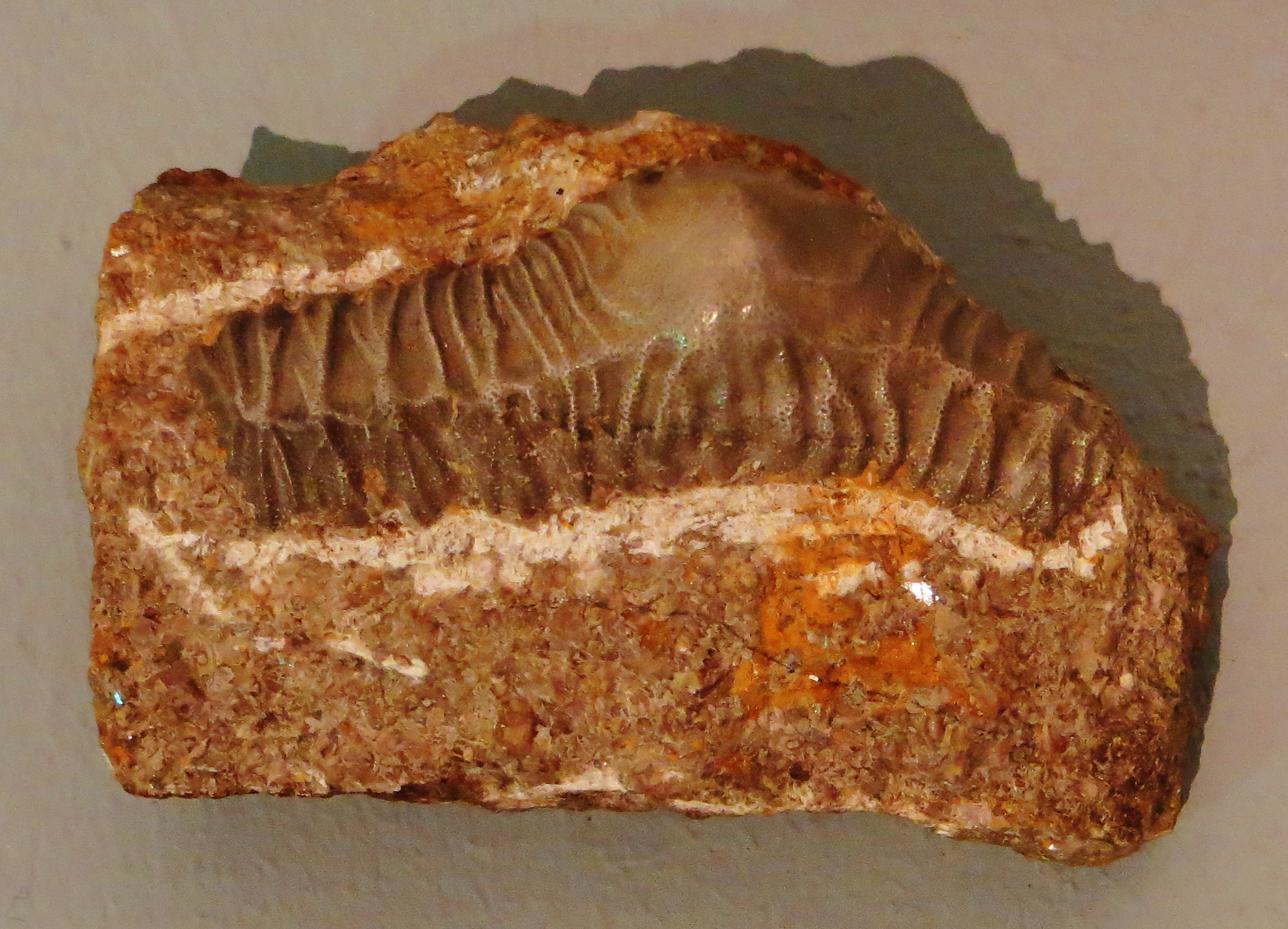
Fossile di dente di Orodus ramosus

## Ritrovamenti fossili
Denti fossilizzati di orodonti sono stati ritrovati fin dall'800, ma solo nel 1981 è stato descritto un esemplare conservatosi in modo soddisfacente. Altri recenti ritrovamenti mostrano esemplari ben conservati: l'ottimo stato dei fossili è dovuto al fatto che gli animali morirono in un ambiente anossico (privo di ossigeno), in cui non esistevano predatori o correnti d'acqua in grado di spargere i resti. I fossili di orodonti occupano un vasto arco temporale, e si rinvengono già in strati del Devoniano superiore (Hercynolepis meischneri, proveniente dall'Europa). Il genere più famoso del gruppo è però Orodus, tipico del Carbonifero e del Permiano, che poteva raggiungere una lunghezza di quasi quattro metri.